# Philips Classics
Philips Classics est un label discographique néerlandais de musique classique, et sous-label de Philips, fondé en 1983 par Phonogram International B.V..

## Histoire
Depuis sa création en 1950, le label Philips a publié des disques dans la plupart des genres musicaux. Cependant, c'est dans le domaine de la musique classique que le label a acquis une réputation mondiale grâce à la qualité de ses enregistrements et à un vaste catalogue.
Au début des années 1980, en butte à des difficultés financières, le groupe multinational d'édition de disques PolyGram, propriétaire du label Philips, décide de recentrer le label dans le genre musical où il est le plus connu au niveau mondial : la musique classique. À cet effet, un nouveau label, Philips Classics, voit le jour en 1983. Le label Philips Classics est utilisé à la fois pour des nouveaux enregistrements et pour les rééditions du back-catalogue classique de Philips.

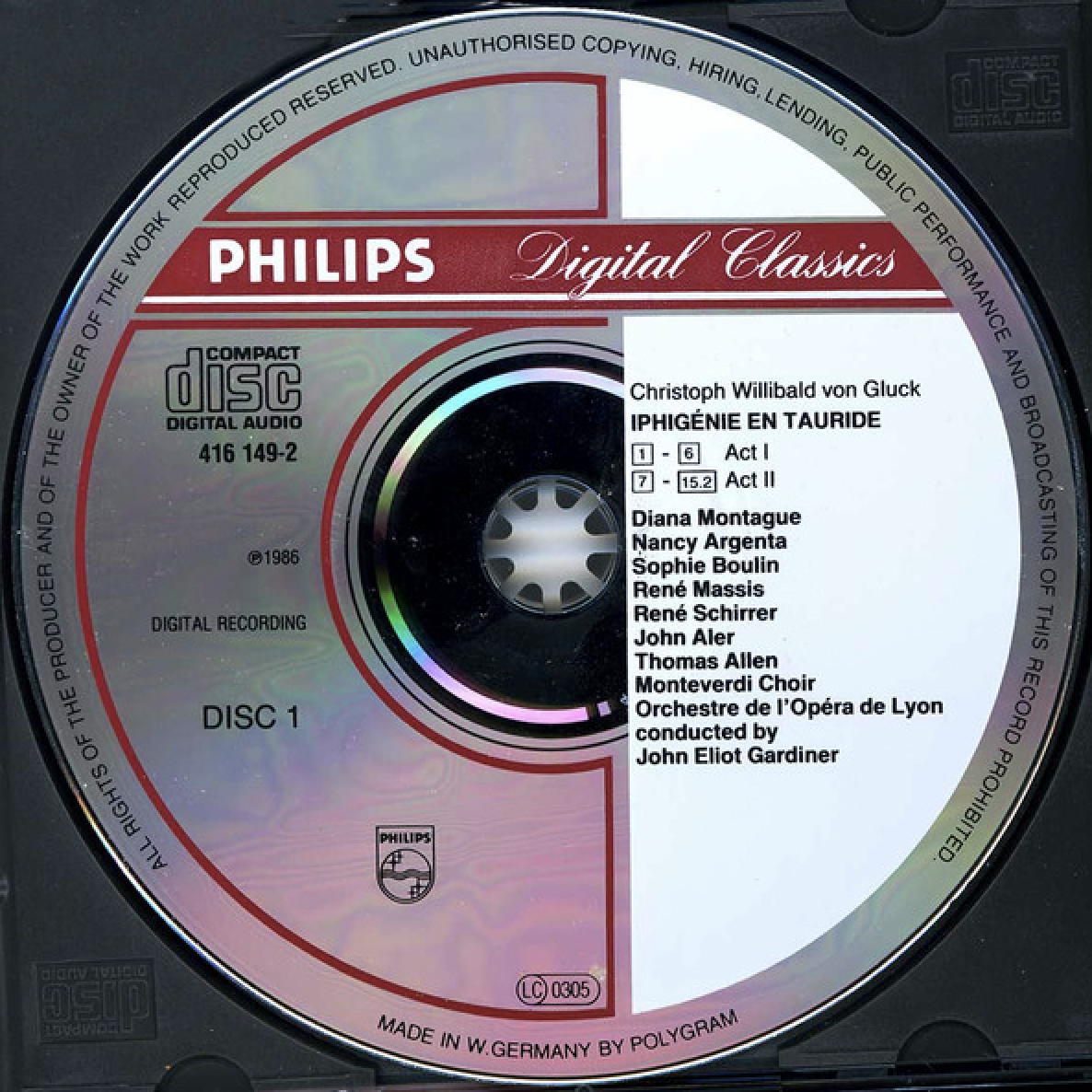
Un CD Philips Digital Classics.

L'introduction du label Philips Classics se déroule au moment où les enregistrements numériques deviennent la norme et les premiers CD arrivent sur le marché. Pour promouvoir et mettre en valeur les enregistrements qui ont été réalisés en numérique, le nom Philips Digital Classics est utilisé sur les albums vinyles et CD concernés.
En 1986, une nouvelle organisation, Philips Classics Productions, est mis en place par Phonogram International B.V., la division de PolyGram responsable du label Philips, qui reprend toutes les activités de musique classique du label Philips. Aux États-unis, la distribution des albums de musique classique produits par Philips Classics, mais aussi par les labels frères Decca, Deutsche Grammophon et Mercury, est assurée par une nouvelle structure baptisée PolyGram Classics.
En 1997, le label Philips Classics rejoint une nouvelle division de PolyGram baptisée Philips Music Group. Deux ans plus tard, à la suite de la fusion entre Universal Music Group et PolyGram, Philips Music Group est intégrée dans Decca Music Group. Un contrat de licence de marque conclu avec le groupe Philips permet à Decca de continuer la publication de disques de musique classique sous les étiquettes Philips et Philips Classics.

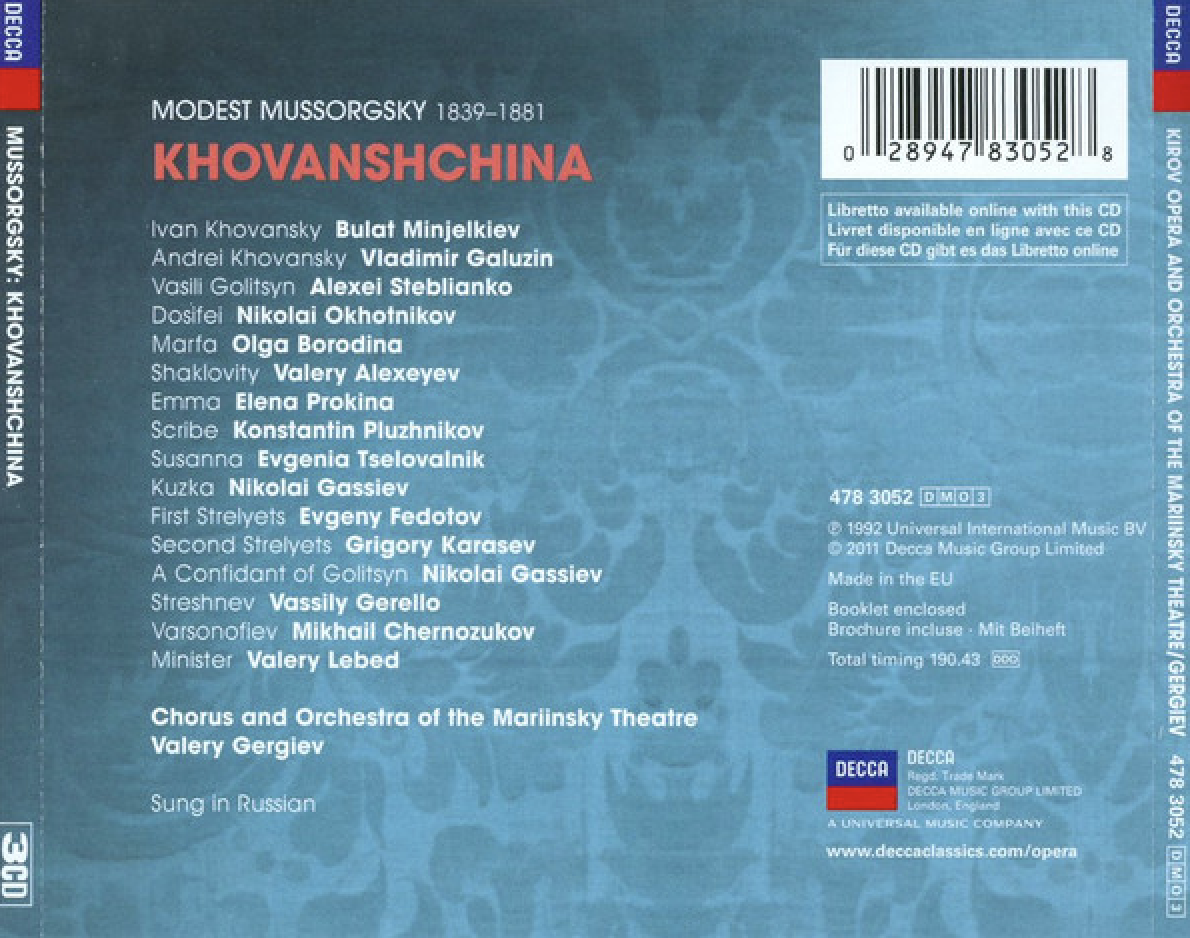
Réédition par Decca de l'album Khovanshchina publié par Philips Classics en 1992.

En 2009, le contrat de licence de marque ayant pris fin, Decca cesse l'exploitation commerciale du label Philips. Dès lors, les disques de musique classique initialement publiés sous les labels Philips et Philips Classics sont principalement réédités sous le label Decca Classics. Un certain nombre d'enregistrements réalisés par Philips en quadriphonie sont réédités en Super Audio CD sous licence d'Universal Music par la maison de disques Pentatone (en), fondée en 2001 par trois anciens dirigeants de Philips Classics.
Occasionnellement, le label Philips Classics est réutilisé pour des rééditions d'albums notables. On peut mentionner en particulier la publication par Decca Classics en 2012 du coffret Philips Original Jackets Collections qui réunit 55 des principaux albums publiés par Philips Classics, avec leur pochette originale (au format CD). En 2016, le label audiophile allemand Analogphonic réédite sur disque vinyle sous étiquette Philips Classics l'album Walter Klien (en), Arthur Grumiaux : Mozart - Les 15 Grandes Sonates pour Piano et Violon paru originellement en 1985 et l'album Viktoria Mullova : Tchaikowsky - Sibelius Violin Concertos paru originellement en 1986.

## Artistes représentatifs
Sous la bannière de Philips Classics, on trouve des enregistrements d'artistes de renommée mondiale tels que le pianiste Alfred Brendel, les chefs d'orchestre Sir Neville Marriner (avec l'orchestre de l'Académie de St Martin-in-the-Fields),  Sir John Eliot Gardiner (avec The English Baroque Soloists) et Valery Gergiev, la soprano Jessye Norman, le ténor José Carreras, la pianiste Mitsuko Uchida et le violoncelliste Julian Lloyd Webber.
|                                     |
| Alfred Brendel à Salzbourg en 2009. |

|                                                             |
| Neville Marriner conduisant l'Orchestre National d'Espagne. |

|                                                               |
| The English Baroque Soloists dirigés par John Eliot Gardiner. |

|                                                       |
| Valery Gergiev en concert au Zaryadye Hall de Moscou. |

|                        |
| Jessye Norman en 2014. |

|                        |
| José Carreras en 2010. |

|                                                          |
| Mitsuko Oshida avec le Mahler Chamber Orchestra en 2016. |

|                              |
| Julian Lloyd Webber en 2013. |

## Albums notables
Parmi les productions les plus intéressantes réalisées par Philips Classics, on peut citer :

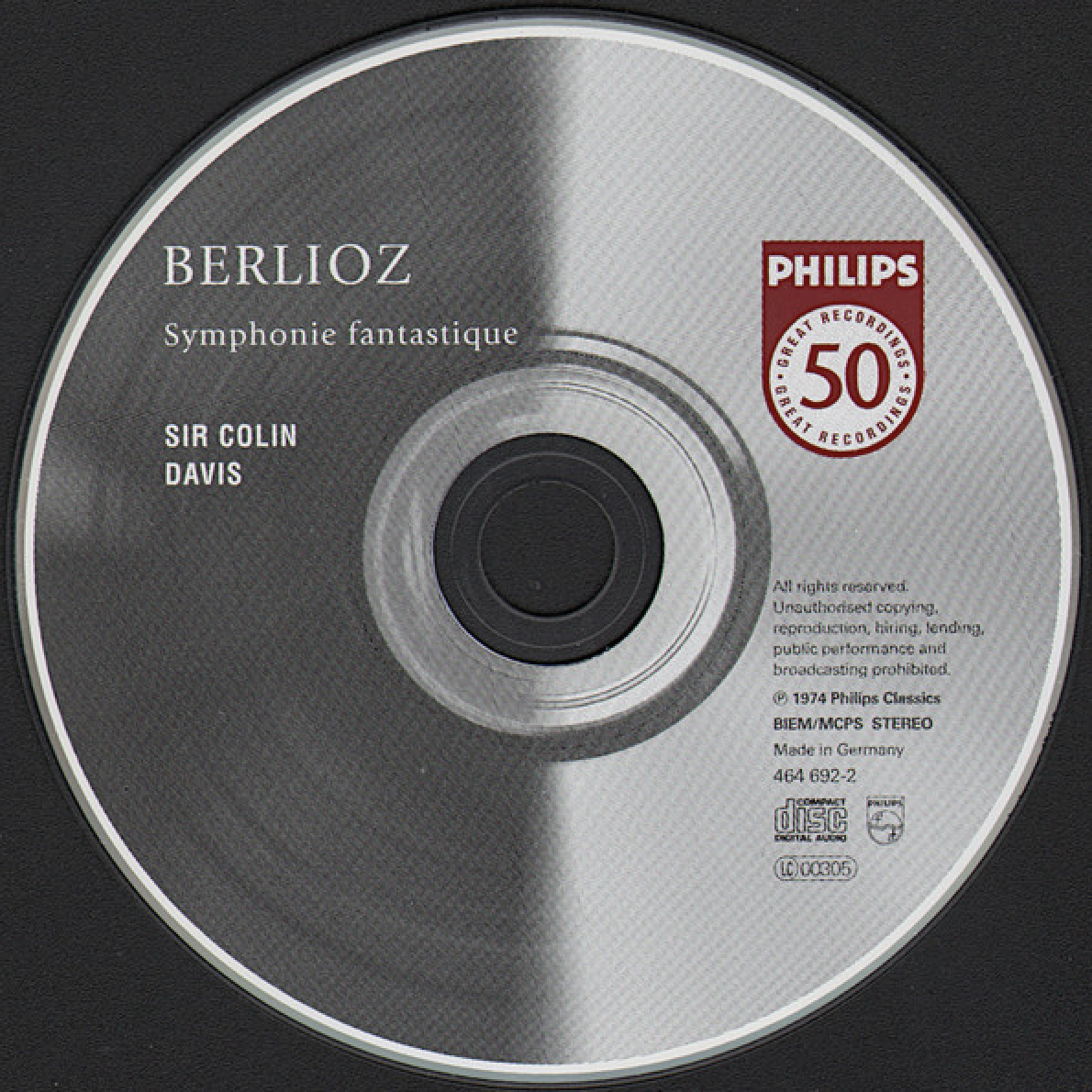
Un CD de la collection 50 Great Recordings.

- The Complete Mozart Edition (en), une collection en 180 CD qui comprend l'enregistrement de toutes les œuvres de Wolfgang Amadeus Mozart connues au moment de la publication de ce coffret, qui a eu lieu en 1991, l'année du bicentenaire de la mort du compositeur. Une réédition ultérieure de l'œuvre a eu lieu en 2000 intitulée The Complete Compact Mozart Edition.
- Great Pianists of the 20th Century (en), coffret de 200 CD publié en 1999 sous le patronage de Steinway & Sons. Les enregistrements réunis dans le coffret sont le fruit d'une collaboration entre Philips et les maisons de disques EMI Classics, Warner Classics et Sony Music, Philips et ses labels frères (Decca, Mercury et Deutsche Grammophon) ne disposant pas dans leur back-catalogue d'enregistrements notables pour tous les pianistes ayant marqué le XXe siècle.
- 50 Great Recordings, série de 50 CD publiée en 2001 à l'occasion du 50ème anniversaire de la création du label Philips et reprenant cinquante des meilleurs albums de musique classique parus chez Philips[6].
- En 1991, la réédition remastérisée au format CD de l'ensemble des concertos et sonates de Vivaldi enregistrés par le groupe I Musici.
- Entre 1990 et 1998, la réédition remastérisée au format CD d'une centaine d'albums de la série Mercury Living Presence, sous la direction de Wilma Cozart Fine productrice des enregistrements originaux[7].